# 久野宗俊
久野 宗俊（くの むねとし、寛永20年1月10日（1643年2月28日） - 宝永3年4月17日（1706年5月28日））は、紀州藩田丸城代家老久野家3代当主。
父は久野宗晴。母は山本正春の娘。正室は小笠原庄太夫の娘。子は久野俊正。幼名は千松。通称は三郎左衛門。官位は従五位下・丹波守、和泉守。

## 経歴
寛永20年（1643年）、田丸城代久野宗晴の子として生まれる。慶安2年（1649年）、父の死去により7歳で家督相続する。幼いため紀州藩家老水野重良、安藤義門の後見を受けた。承応3年（1654年）、田丸城代となる。万治3年（1660年）、田丸に初入部する。寛文2年（1662年）、従五位下・丹波守に叙任する。江戸に出府して、江戸城で将軍徳川家綱に拝謁する。元禄3年（1690年）、和泉守に遷任する。元禄14年（1701年）、隠居して家督を嫡男の俊正に譲る。宝永3年（1706年）死去。享年64。